# Juan Gáspari
Pour les articles homonymes, voir Gaspari.
Juan Nicolás Gáspari (né le 27 juillet 1980 à Mar del Plata) est un coureur cycliste argentin. Il participe à des épreuves sur route et sur piste.

## Palmarès sur route
- 2002
  - 3e du championnat d'Argentine sur route espoirs
- 2006
  - 3e étape du Giro del Sol San Juan
- 2007
  - 2e de la Doble Media Agua
- 2009
  - 6eb étape de la Doble Bragado
- 2010
  - 3e du Giro del Sol San Juan
- 2014
  - 2e étape de la Doble Calingasta

## Palmarès sur piste

### Championnats panaméricains
- Mar del Plata 2012
  -  Médaillé de bronze de la course aux points

### Championnats d'Argentine
- 2001
  -  Champion d'Argentine de l'américaine (avec Luciano Borelli)
- 2002
  -  Champion d'Argentine de keirin
- 2014
  -  Champion d'Argentine de l'américaine (avec Rubén Ramos)